# Nordkinnhalvøya
A Nordkinnhalvøya félsziget (észak számi nyelven: Čorgašnjárga) Norvégia Finnmark megyéjében. A félszigeten lévő települések elsősorban a félsziget északi részén és annak kiindulásánál találhatóak. A legnagyobb városok ezek közül Mehamn, Gamvik és Kjøllefjord. Az 1903 és 1905 közt épült Sletnes világítótorony Gamviktól három kilométernyire található és ez a legészakabbi világítótorony az egész európai kontinensen. A világítótornyot a német csapatok a második világháború idején lerombolták. A torony 1948-ban épült újjá, 1998-ban nemzeti örökségi védelmet kapott és 2005-ben automatizálták működését.

## Földrajza
A félsziget legmagasabb pontja a 486 méter magas Storvarden a Sandfjellet massifon. A Kinnarodden-szikla, vagy közkeletűbb nevén a Nordkinn-fok az európai kontinens legészakibb pontja. 
A félszigetet keletről a Tana-fjord határolja, amely elválasztja a Varanger-félszigettől. Nyugatról a Laksefjord határolja, amely elválasztja a lakatlan Sværholt-félszigettől. Északról a Laskefjord vizei határolják, melyek itt találkoznak a Porsanger-fjorddal, amelyek elvezetnek a Barents-tengerig.

## Közlekedés
A regionális 888-as számú út vezet Gamvikon, Mehamnon és Lebesbyn keresztül az E6-os európai útig. Ugyanez az út köti össze a külvilággal Altát és Kirkenest is. A Hurtigruten partvidéki hajó kiköt Mehamnnál és Kjøllefjordnál. 
Mehamnnak repülőtere is van.

## Fordítás
Ez a szócikk részben vagy egészben  a   Nordkinnhalvøya című angol Wikipédia-szócikk fordításán alapul.  Az eredeti cikk szerkesztőit annak laptörténete sorolja fel. Ez a jelzés csupán a megfogalmazás eredetét és a szerzői jogokat jelzi, nem szolgál a cikkben szereplő információk forrásmegjelöléseként.